# Di Fan
Di Fan (China, 25 de febrero de 1973) es una gimnasta artística china, especialista en la prueba de las barras asimétricas, con la que ha conseguido ser campeona del mundo en 1989.

## 1989
En el Mundial celebrado en Stuttgart (Alemania) consigue una medalla de oro en barras asimétricas —empatada con la rumana Daniela Silivaș y por delante de la soviética Olga Strazheva (bronce)— y el bronce en equipo, tras la Unión Soviética y Rumania, siendo sus compañeras de equipo: Yang Bo, Chen Cuiting, Li Yan, Wang Wenjing y Ma Ying.